# Ernst Bertheau

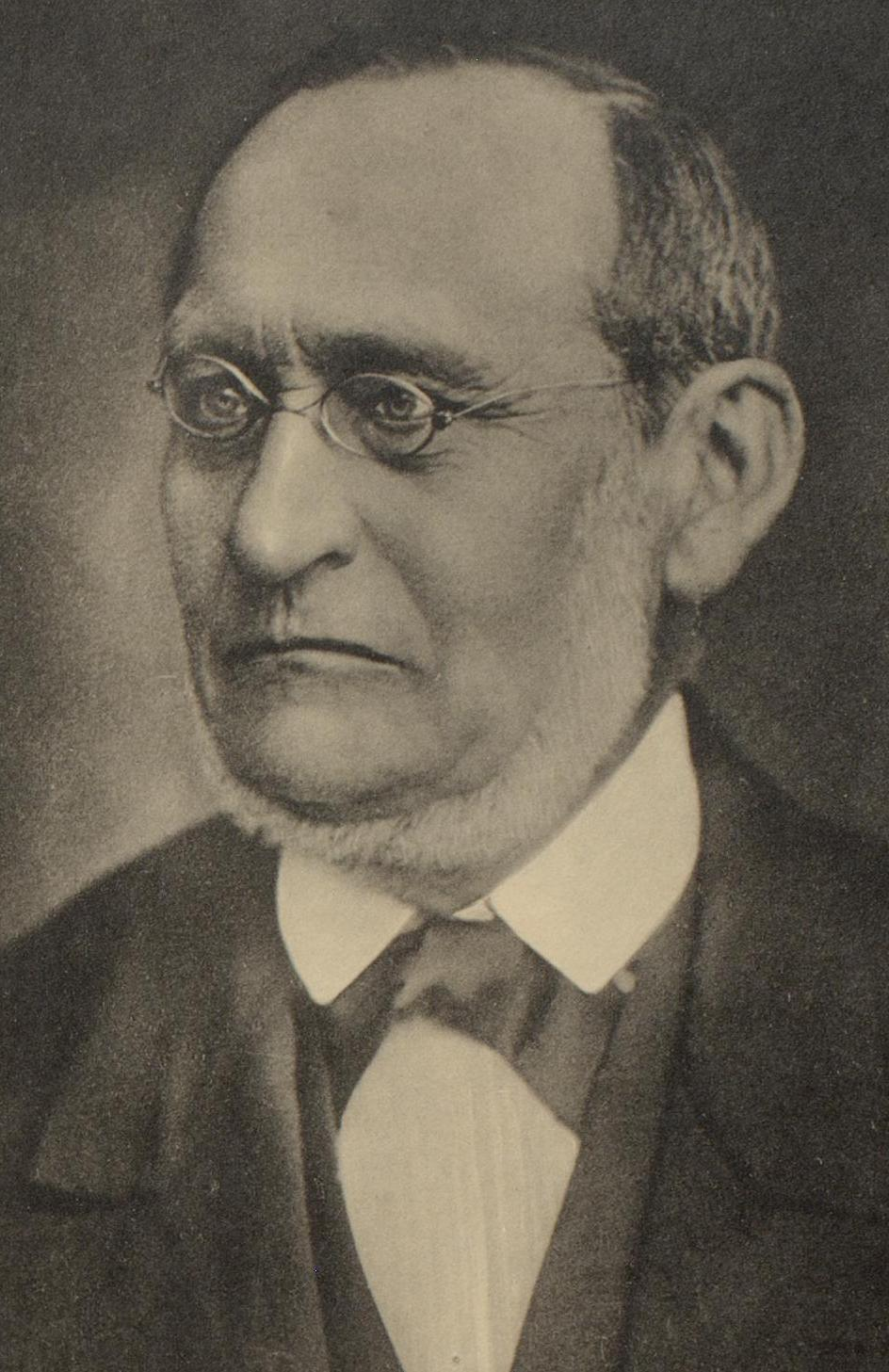
Ernst Bertheau

Ernst Bertheau (* 23. November 1812 in Hamburg; † 17. Mai 1888 in Göttingen) war ein deutscher Orientalist und Exeget.

## Leben und Wirken
Bertheau war ein Sohn des aus einer Hugenottenfamilie stammenden Hamburger Weingroßhändlers Henry Auguste Bertheau (1773–1831). Zu seinen Brüdern gehörten August Bertheau und Carl Bertheau der Ältere, seine Schwester Caroline war die zweite Ehefrau von Theodor Fliedner. Nach der Ausbildung an der Gelehrtenschule des Johanneums und dem Akademischen Gymnasium studierte er ab 1832 an der Universität Berlin und ab Herbst 1833 an der Universität Göttingen Evangelische Theologie, vorzugsweise aber orientalische Sprachen. Seine wichtigsten Lehrer waren Heinrich Ewald und Friedrich Lücke, mit dessen Tochter Agnes er ab 1844 verheiratet war.
1836 wurde er zum Dr. phil. promoviert, 1839 habilitierte er sich in der Göttinger Philosophischen Fakultät. Er wurde 1842 zum außerordentlichen und 1843 zum ordentlichen Professor ernannt. Obwohl er überwiegend über alttestamentliche Themen las, blieb er zeitlebens in der Philosophischen Fakultät; er wurde aber 1861 von der Theologischen Fakultät Göttingen mit der Ehrendoktorwürde ausgezeichnet. im akademischen Jahr 1871/72 amtierte er als Rektor der Universität.
Als Schriftsteller trat er zuerst mit Die sieben Gruppen mosaischer Gesetze (Göttingen 1840) und Zur Geschichte der Israeliten (Göttingen 1842) in Erscheinung. Sehr geschätzt waren seine Kommentare zu den Büchern Richter und Ruth (Leipzig 1845), den Sprüchen Salomos (Leipzig 1847), den Büchern der Chronik (Leipzig 1854, 2. Aufl. 1874), Esra, Nehemia und Esther (Leipzig 1862). Zudem besorgte er eine Ausgabe der syrischen Grammatik des Gregorius Bar-Hebraeus (Göttingen 1843).'
Seine erste Frau Agnes starb 1851 kurz nach der Geburt des Sohnes Friedrich Bertheau. In zweiter Ehe heiratete er 1855 Clara, geb. Burchardi, eine Tochter von Georg Christian Burchardi. Aus seiner ersten Ehe hatte er fünf, aus seiner zweiten acht Kinder, von denen ihn elf überlebten.

## Mitgliedschaften
Ernst Bertheau war Mitglied der Deutschen Morgenländischen Gesellschaft.